# Бабаян, Самвел Вячеславович
Самве́л Вячесла́вович Бабая́н (узб. Samvel Babayan, арм. Սամվել Բաբայան; 19 мая 1971, Ташкент, Узбекская ССР, СССР) — советский и узбекистанский футболист и тренер.

## Биография
Самвел Бабаян родился 19 мая 1971 года в Ташкенте. По некоторым имеющимся данным, окончил Ташкентский государственный институт физкультуры по специальности «тренер».

### Начало карьеры
Играл за различные команды, выступавшие в чемпионате Узбекской ССР, и рано закончил карьеру в качестве футболиста.
В 1993 году был назначен администратором клуба «Политотдел» из Ташкентской области. В 1996 году, работая в тренерском штабе наманганского клуба «Навбахор» во главе с Виктором Джалиловом, стал чемпионом Узбекистана.
В 2001 году стал работать менеджером в сборной Узбекистана, а в следующем году стал вице-президентом ташкентского клуба «Пахтакор».
В 2014 году после упразднения должности главного тренера в «Пахтакоре» Бабаян стал главным менеджером ташкентского клуба. В том же году «Пахтакор» выиграл чемпионат страны, а Бабаян по итогам года был признан лучшим тренером года в Узбекистане.

### Сборная Узбекистана
23 июня 2015 года, после отставки Мирджалола Касымова с поста главного тренера национальной сборной Узбекистана, на его место был назначен главным тренером Самвел Бабаян.
27 ноября 2015 года Бабаян параллельно был назначен главным тренером олимпийской сборной Узбекистана. Под его руководством молодёжная сборная неудачно выступила на чемпионате Азии, который проходил в январе 2016 года в Катаре, и не смогла завоевать путёвку в летние Олимпийские 2016 в Рио-де-Жанейро, не сумев выйти с группы. После этой неудачи был уволен с поста главного тренера олимпийской сборной и сосредоточился на национальной сборной.
Под руководством Бабаяна национальная сборная Узбекистана не смогла выйти на финальную часть чемпионата мира 2018 в России. По итогам третьего, финального отборочного раунда Узбекистан занял четвёртое место (из шести) в группе А, пропустив сборные Ирана, Южной Кореи и Сирии. 7 сентября 2017 года отправлен в отставку с поста главного тренера сборной Узбекистана.

### Пожизненное отстранение от футбола
15 января 2018 года Федерация футбола Узбекистана пожизненно отстранила Бабаяна от любой деятельности в сфере футбола из-за махинаций с контрактами футболистов во время его работы в ташкентском клубе «Пахтакор». Также тренер был обвинен в провале сборной Узбекистана в отборочном турнире к чемпионату мира 2018. При выборе игроков в состав сборной, Бабаян вызывал знакомых футболистов, которые имели низкий уровень и показатели, преследуя таким образом свои личные коммерческие интересы, игнорируя рекомендации и советы авторитетных тренеров и специалистов.

### Работа в Латвии
В конце марта 2018 года был назначен главным тренером латвийского клуба «Спартак» из города Юрмала, что вызвало большое удивление среди болельщиков и СМИ Узбекистана, так как тренер был пожизненно дисквалифицирован от любой футбольной деятельности.
13 апреля 2018 года стало известно, что Бабаяну не была присвоена необходимая для работы в Высшей лиге чемпионата Латвии европейская тренерская лицензия, поэтому он не смог возглавлять клуб. Проверка проводилась УЕФА из-за того, что система лицензирования тренеров в АФК отличается от аналогичной системы в УЕФА. 23 апреля покинул пост главного тренера «Спартака» и был переведён на должность технического директора клуба.

### Возвращение в футбол Узбекистана
26 февраля 2019 года в СМИ появилась информация о назначении Самвела Бабаяна советником президента футбольного клуба «Локомотив» из Ташкента. Эта информация также появилась на официальном сайте ташкентского «Локомотива». Эта новость вызвала резкое недовольство среди болельщиков, и удивление у ряда журналистов и СМИ, так как в январе прошлого года Бабаян был пожизненно дисквалифицирован от любой футбольной деятельности. Позднее сам Самвел Бабаян в коротком интервью заявил, что дисквалификация с него была снята 1 февраля 2018 года, то есть через чуть больше двух недель после дисквалификации.
Позднее Ассоциация футбола Узбекистана выпустила специальное заявление. В специальном заявлении говорится, что Самвел Бабаян был уволен с поста главного тренера национальной сборной Узбекистана из-за неудовлетворительных результатов и из-за провала отборочного раунда к чемпионату мира 2018. В заявлении указывается, что в адрес Ассоциации футбола Узбекистана было перенаправлено более 10 тысяч писем от болельщиков, которые жаловались в портал Президента Республики Узбекистан с жалобами на Самвела Бабаяна. 15 января 2018 года Ассоциация футбола Узбекистана возбудила дело против Бабаяна, и бюро исполнительного комитета этой организации приняло решение об пожизненном отстранении Бабаяна от футбольной деятельности. Далее в заявлении АФУ говорится: "В ходе изучения данного дела было установлено, что Самвел Бабаян использовал национальную сборную Узбекистана в своих личных интересах. Только по этой причине уже можно было закрыть двери сборной для него навсегда. Однако, позднее, ФК «Бунёдкор» обратился в Исполком АФУ с просьбой о снятии дисквалификации с бывшего тренера сборной Узбекистана под личное поручительство клуба. «ФК „Бунедкор“ под личную ответственность просит о смягчении дисциплинарных санкций в отношении Самвела Бабаяна. Стоит учитывать тот факт, что глава нашего государства неоднократно издавал указы о помиловании людей, которые обвинялись в тяжёлых преступлениях, но глубоко раскаялись о содеянном и твердо встали на путь исправления. Мы считаем, что необходимо протянуть руку помощи тем, кто виновен, но готов работать, чтобы искупить свою вину, руководствуясь принципом гуманизма». Далее говорится: «Члены Исполнительного комитета АФУ единодушно поддержали данное обращение. Таким образом, работа Исполкома АФУ завершила свою работу по делу Бабаяна 1 февраля 2018 года, а дисквалификация специалиста была отменена. Во времена работы Самвела Бабаяна в национальной сборной Узбекистана было допущено множество ошибок. АФУ сделала соответствующие выводы и постаралась устранить недостатки. В этой связи, АФУ приняла решение назначить на пост главного тренера сборной Узбекистана иностранного тренера, который хорошо знаком с европейским и латиноамериканским футболом, у которого есть потенциал для работы с узбекскими футболистами, и который добился выдающихся успехов за свою карьеру. В дальнейшем АФУ никогда не допустит, чтобы Самвел Бабаян работал в какой-либо сборной команде страны. Кроме того, у АФУ нет никаких претензий относительно решения „Локомотива“ о принятии на работу в свой клуб Самвела Бабаяна».
22 июня 2019 года был назначен главным тренером ташкентского «Локомотива» после увольнения Андрея Фёдорова из-за неудовлетворительных результатов.
24 июня, перед матчем очередного тура Суперлиги Узбекистана, состоялась первая пресс-конференция Самвела Бабаяна в качестве главного тренера. Пресс-конференция вызвала большой интерес у СМИ Узбекистана и болельщиков. Во время пресс-конференции были заданы ряд вопросов от различных СМИ страны. В частности журналисты спросили у Бабаяна о истории с дисквалификацией, а также о его отношении ко всем обвинениям, которые ему были вменены. В ходе пресс-конференции Бабаян отверг все вменяемые ему обвинения. О истории с пожизненной дисквалификацией Бабаян отметил, что она была отменена через 15 дней после вынесения решения Федерацией футбола Узбекистана, и иначе он бы не уехал тренировать латвийский клуб.
В начале декабря 2019 года стал главным тренером китайского клуба «Чанчунь Ятай».

## Достижения как тренера
- Чемпион Узбекистана: 2014
- Лучший тренер года в Узбекистане: 2014, 2015